# Helmmycena
De helmmycena (Mycena galericulata) is een paddenstoel uit het gelacht Mycena. Hij komt in groepjes of solitair voor op dood loofhout, al dan niet begraven. De veel voorkomende zwam is het gehele jaar door te vinden, maar vooral in de herfst.

## Kenmerken

### Uiterlijke kenmerken
Hoed
De hoed heeft een doorsnede van 2 tot 6 (8) cm en is breed klokvormig tot vlak of enigszins schotelvormig met een lage umbo. Hij is een taai leerachtig en radiair gerimpeld met een gestreepte of gegroefde rand. De kleur is grijsbruin tot geelbruin met een blekere rand. 
Steel
De steel is 7 tot 10 cm lang en 3 tot 5 mm dik, overal even breed en met een kraakbeenachtige textuur. De steel is hol en glad. De steelkleur is gelijk aan die van de hoed, bovenaan wat bleker. De steelbasis, die soms wat spoelvormig en 'geworteld' is, toont een warrige beharing van myceliumstrengen.
Lamellen
De lamellen zijn smal aanhecht aan de steel. De vorm is wat buikig, er zijn tussenliggende plaatjes en ze staan vrij ver uiteen. Bij verouderen zijn er vaak dwarsverbindingen zichtbaar. De aanvankelijk witachtige tot lichtgrijze lamellen krijgen later vaak een wat rozige tint. De sporenprint is licht crème van kleur.
Geur en smaak
Het dunne, taaie vruchtvlees is witgrijs en ruikt bij kneuzing naar radijs of meel. Jonge vruchtlichamen kunnen ook een beetje naar komkommer ruiken. Het vlees smaakt mild en een beetje melig.

### Microscopische kenmerken
De gladde, elliptische sporen zijn 9-11 µm lang en 7-9 µm breed. Ze zijn amyloïde en doorschijnend. De basidia meten 34-40 × 7-9 µm. Ze meestal tweesporig en soms viersporig.
De cheilocystidia op de steriele lamelranden zijn talrijk en meten 32-40 × 8-12 µm. De punt of het gehele, verlengde uiteinde draagt meerdere vingerachtige uitlopers, die met het ouder worden ook enigszins vertakt kunnen zijn. De cheilocystidia lijken daarom borstelvormig. De pleurocystidia zijn niet verder gedifferentieerd. Het lamellaire trama bestaat uit min of meer parallelle hyfen, die in jodiumoplossing wijnbruin kleuren. De hyfen hebben gespen.

## Verspreiding
De helmmycena komt bijna wereldwijd voor. In Europa komt hij voor van het Middellandse Zeegebied tot de boreale gebieden van Noord-Europa. De zwam is gevonden in Azië (Kaukasus, Noord, Centraal-Azië, West- en Oost-Siberië, Japan), Noord-Amerika (VS, Canada), de Canarische Eilanden, Noord-Afrika (Algerije, Marokko, Tunesië) en Europa. In Nederland en België is hij overal waar geschikt dood loofhout beschikbaar is algemeen.

## Foto's

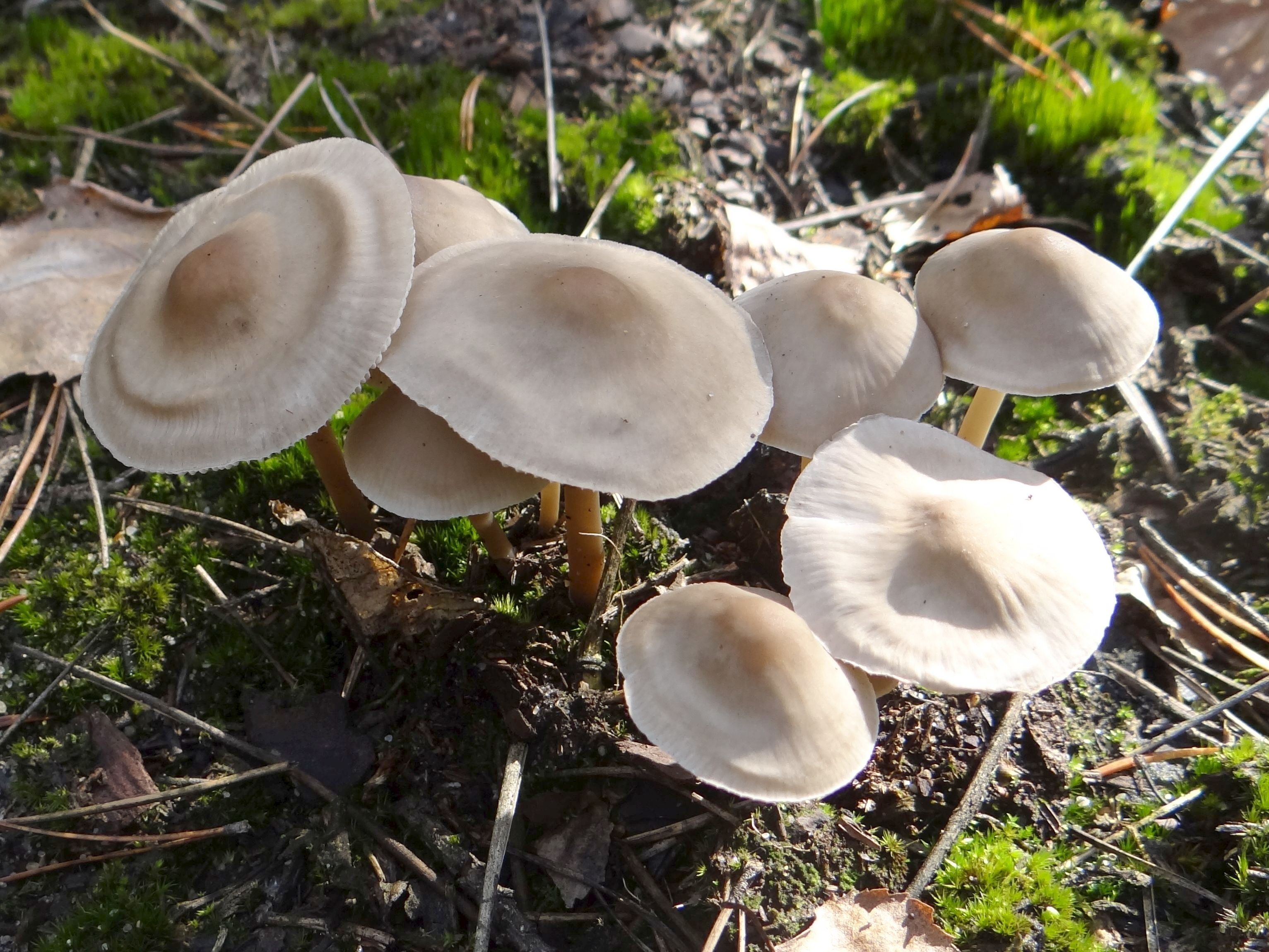
Groepje
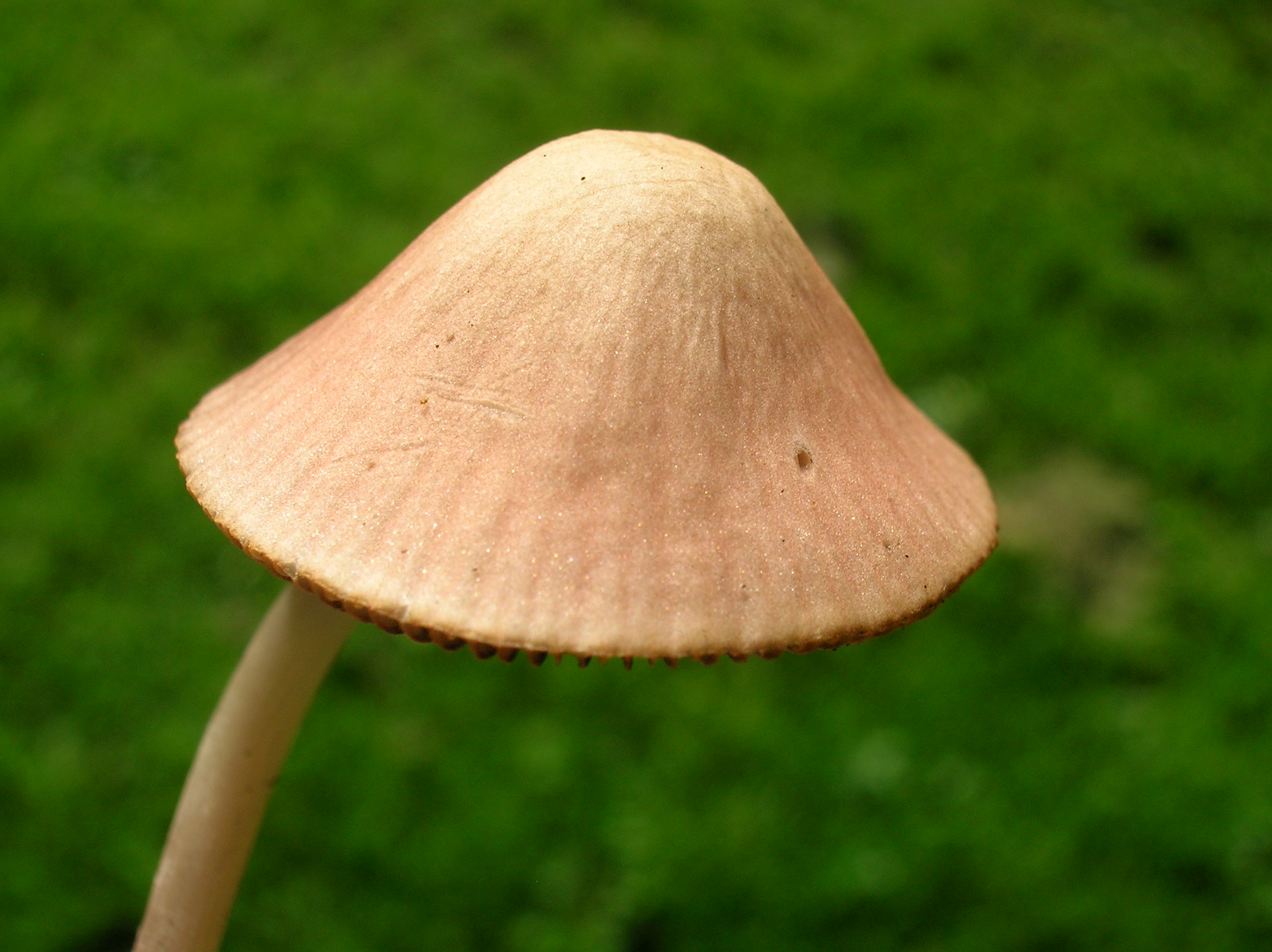
Hoed
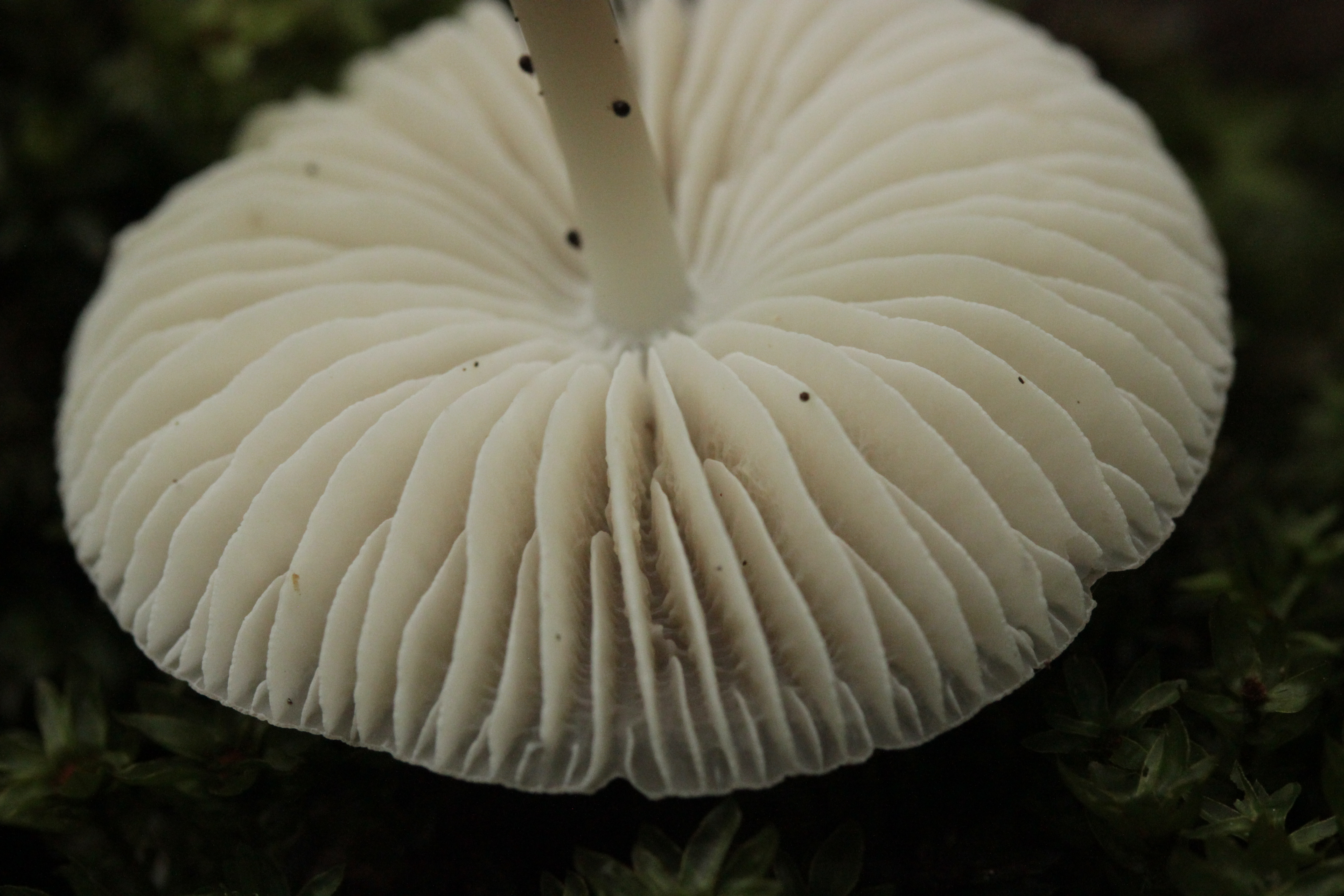
Dwarsverbindingen